# Herman van Slooten

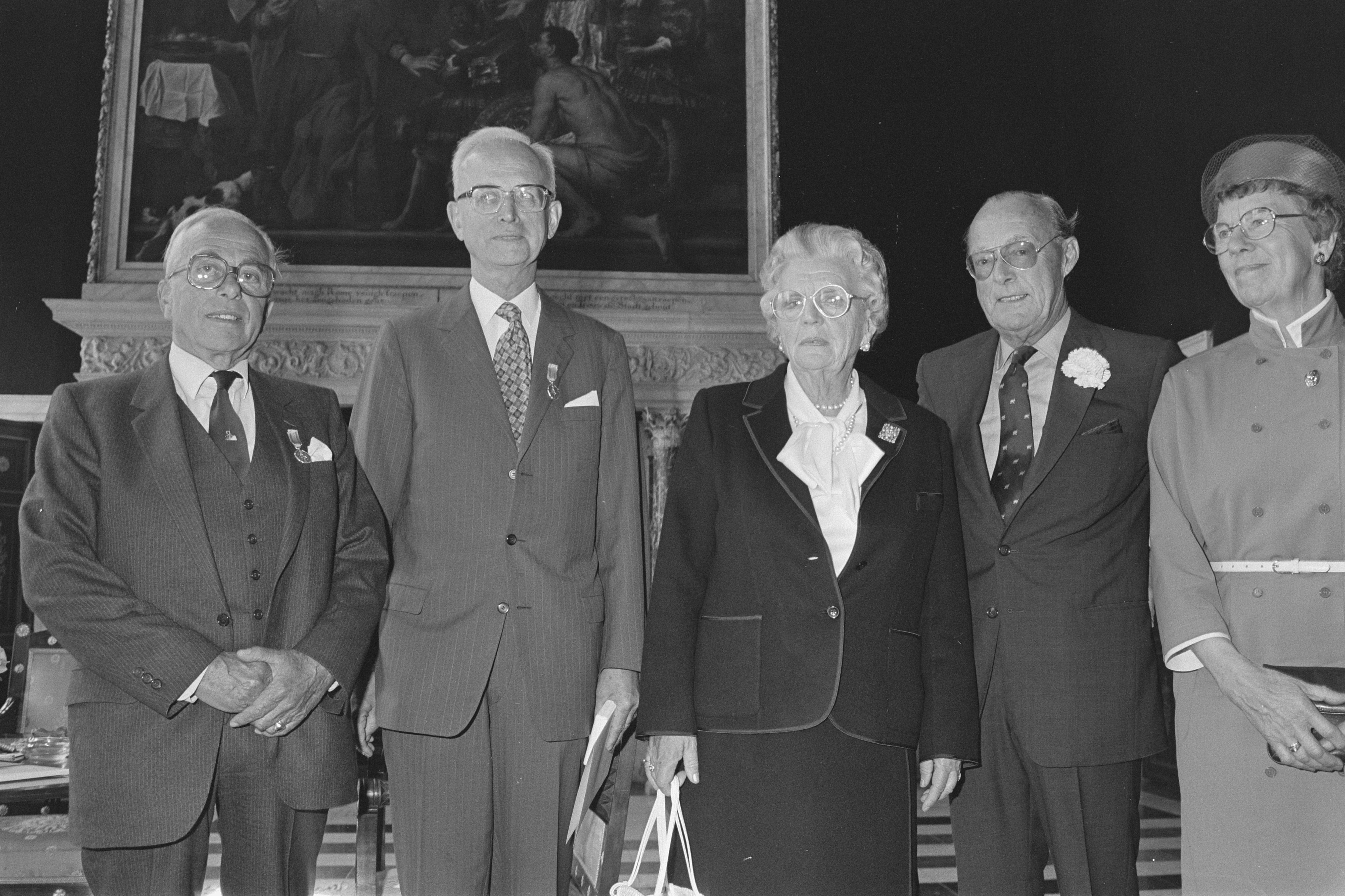
Uitreiking Zilveren Anjer, 1984, met uiterst links H.G. van Slooten

Hermanus Gooike (Herman) van Slooten (Leeuwarden, 28 augustus 1913 – aldaar, 24 juli 1994) was een Nederlands ondernemer en bestuurder.

## Biografie
Hij werd geboren in Leeuwarden als zoon van IJbe van Slooten en Janke Kramer. Hij groeide op in Harlingen. Op zijn achttiende keerde hij terug naar Leeuwarden. In 1945 trouwde hij in Sneek met Geesje Kaan, lerares bij het Nijverheidsonderwijs. Hij was de grootvader van hockeyer Hylke van Slooten. 
Van Slooten was eigenaar van het veem- en opslagbedrijf Dirk de Vries en co. Hij vervulde daarnaast diverse maatschappelijke functies. Hij was onder meer bestuurder van het Fries Genootschap, het Fries Museum, het Fries Scheepvaart Museum, de Ottema-Kingma-Stichting, de Culturele Raad van Leeuwarden, de Koninklijke Vereniging De Friesche Elf Steden en van het Stamboek Ronde en Platbodemjachten.
In 1983 werd hij benoemd tot Ridder in de Orde van Oranje-Nassau voor zijn verdiensten als secretaris van de Koninklijke Zeilvereniging Oostergoo. In 1984 kreeg hij voor zijn inzet tot het behoud van de Friese cultuur de Zilveren Anjer opgespeld.
Van Slooten overleed in 1994. Hij werd begraven in Aegum.